# نادین علاری
نادین علاری (فرانسوی: Nadine Alari‎؛ ۲۳ فوریه ۱۹۲۷ – ۲۴ نوامبر ۲۰۱۶) هنرپیشه اهل فرانسه بود.
از فیلم‌ها یا برنامه‌های تلویزیونی که وی در آنها نقش داشته‌است می‌توان به حادثه‌ای در ترن، یک داستان ساده، اریحا، گروهبان، مادام دو باری و مسیحی اشاره کرد.